# Avenc del Plan-de-riba

L'Avenc del Plan-de-riba, respecte del terme d'Abella de la Conca

L'Avenc del Plan-de-riba és un pou natural del terme d'Abella de la Conca, al Pallars Jussà, a la vall de Carreu.
Està situat al Plan-de-riba, en el seu vessant septentrional. És a la part superior de la Serra de Carreu, en el seu extrem oriental, al nord del Cap de Plan-de-riba, a prop i al sud-est de la part superior del Camí de Carreu.
Presenta una boca de 9 per 2 m, en forma d'embut, que dona pas a un pou de 23 metres de profunditat, amb el fons en pendent cap a un conducte final impenetrable l'abast del qual es desconeix del tot.

## Etimologia
En aquest cas, es tracta d'un topònim romànic modern, de caràcter totalment descriptiu, ja que fa referència al lloc on es troba.